# Mohamed Tangara
Mohamed Tangara (Nioro, 11 agosto 1984) è un ex cestista maliano con cittadinanza statunitense.

## Carriera
Con il Mali ha disputato tre edizioni dei Campionati africani (2011, 2013, 2015).